# Форбс (Північна Дакота)
Форбс (англ. Forbes) — місто (англ. city) в США, в окрузі Дікі штату Північна Дакота. Населення — 36 осіб (2020).

## Географія
Форбс розташований за координатами 45°56′33″ пн. ш. 98°46′56″ зх. д. / 45.94250° пн. ш. 98.78222° зх. д. (45.942483, -98.782161).  За даними Бюро перепису населення США в 2010 році місто мало площу 0,64 км², уся площа — суходіл.

## Демографія
Згідно з переписом 2010 року, у місті мешкали 53 особи в 29 домогосподарствах у складі 16 родин. Густота населення становила 82 особи/км².  Було 41 помешкання (64/км²).
Расовий склад населення:
| - 100,0 % — білих |

До двох чи більше рас належало 0,0 %. Частка іспаномовних становила 0,0 % від усіх жителів.
За віковим діапазоном населення розподілялося таким чином: 11,3 % — особи молодші 18 років, 45,3 % — особи у віці 18—64 років, 43,4 % — особи у віці 65 років та старші. Медіана віку мешканця становила 58,8 року. На 100 осіб жіночої статі у місті припадало 103,8 чоловіків;  на 100 жінок у віці від 18 років та старших — 95,8 чоловіків також старших 18 років.
Середній дохід на одне домашнє господарство  становив 61 185 доларів США (медіана — 65 313), а середній дохід на одну сім'ю — 74 390 доларів (медіана — 66 250). За межею бідності перебувало 3,0 % осіб, у тому числі 0,0 % дітей у віці до 18 років та 0,0 % осіб у віці 65 років та старших.
Цивільне працевлаштоване населення становило 16 осіб. Основні галузі зайнятості: освіта, охорона здоров'я та соціальна допомога — 31,3 %, роздрібна торгівля — 25,0 %, сільське господарство, лісництво, риболовля — 18,8 %.